# هنري ماي
هنري ماي (بالإنجليزية: Henry May)‏ هو محامي وسياسي أمريكي، ولد في 13 فبراير 1816 بواشنطن العاصمة في الولايات المتحدة، وتوفي في 25 سبتمبر 1866 في نفس البلد. حزبياً، نشط في الحزب الديمقراطي. وقد انتخب عضو مجلس النواب الأمريكي.